# Hans von Bemberg
Hans von Bemberg (* 1. April 1892 auf Burg Flamersheim – heute Ortsteil von Euskirchen –, Kreis Euskirchen; † 28. Dezember 1958 in Bonn) war Landwirt auf den Gütern Ringsheim und Flamersheim, die seine Urgroßmutter, Caroline Bemberg, geb. Wülfing, 1861 erworben hatte.
Seit 1945 war Hans von Bemberg Vorsitzender des Rheinischen Verbandes für Tieflandrinderzucht (RVT), dem späteren Rheinischen Verband für Schwarzbunt-Rinderzucht, der 1993 in der Rinder-Union West eG, Münster aufging. Er hatte sich als guter Wirtschafter und Schwarzbunt-Züchter in der Eifel einen besonderen Ruf erworben. Auf seine Initiative hin hatte sich der Verband auf das damals neue Zuchtziel, ein mittelschweres, wirtschaftliches Rind mit guten Milchfettleistungen, eingestellt. Dieses Ziel verfolgen inzwischen auch andere deutsche Schwarzbuntzuchtgebiete.
Aus Anlass seines 60. Geburtstages stiftete die damalige Landwirtschaftskammer Rheinland am 1. April 1952 den Hans von Bemberg-Preis, den er auch als erster Preisträger 1952 selbst erhielt. Der undotierte Preis wird jährlich von der Landwirtschaftskammer Nordrhein-Westfalen an Züchter für Höchstleistungen auf dem Gebiet der Tierzucht verliehen.